# Intento de fuga de la prisión de Makala de 2024
Entre el 1 y 2 de septiembre de 2024, se produjo un intento de fuga en Kinshasa, República Democrática del Congo  se produjeron al menos 129 muertos y más de 59  Un funcionario de la prisión dijo que ningún recluso escapó, aunque los reclusos y los grupos de derechos humanos dijeron que había alrededor de 2.000 prisioneros menos en la instalación inmediatamente después del incidente.

## Antecedentes
La prisión central de Makala, la más grande de la República Democrática del Congo, tiene capacidad para 1.500 presos  y alberga tanto a hombres como a mujeres. Sin embargo, está muy superpoblado y alberga entre 14.000 y 15.000 reclusos. En 2020, se estimó que más del 90% de las personas recluidas en la prisión estaban en espera de juicio, y solo el 6% estaban cumpliendo efectivamente sus condenas.
Las fugas de la cárcel son habituales en la República Democrática del Congo. En 2017, se produjo otra fuga en la prisión de Makala, lo que provocó la fuga de más de 4.000 presos.

## Intento de fuga de la cárcel
Los residentes locales y los reclusos informaron que los disparos dentro de la prisión comenzaron el 1 de septiembre en el Bloque 4 después de un corte de energía dentro de las instalaciones que comenzó a las 21:00  y duró hasta la mañana del 2 de septiembre. fr ministra del Interior congoleña dijo que 24 reclusos fueron asesinados a tiros por los guardias cuando intentaban escapar, y que hubo casos de mujeres que fueron violadas. Las autoridades dijeron que 129 personas murieron, algunas por disparos y otras en una estampida. Sin embargo, Emmanuel Adu Cole, un activista de los derechos en prisión, dijo que el número de muertos fue más de 200. Las autoridades negaron que algún recluso hubiera logrado escapar, pero los reclusos y los grupos de derechos de los presos dijeron que los recuentos indicaron que el número de prisioneros en Makala se redujo en casi 2.000 después del incidente.
Varios edificios de la prisión sufrieron graves daños, incluida una parte de la prisión que, según el gobierno, fue incendiada. El edificio administrativo de la prisión, los depósitos de alimentos y el hospital fueron dañados por los incendios, mientras que sus archivos fueron destruidos.